# Château des Allues
Le château des Allues est l'une des maisons fortes de Saint-Pierre-d'Albigny, située en combe de Savoie dans le massif des Bauges
La maison forte des Allues est une bâtisse d'origine du XVIe siècle, simple et austère, sans ornements, construite par Odouar de Lescheraines (1557), à Saint-Pierre-d'Albigny (Savoie), propriété viticole au XIXe siècle, aujourd'hui dans la zone des vins de Savoie.

## Situation
La maison forte des Allues se situe, à 500 mètres à l'ouest du hameau éponyme, à Saint-Pierre-d'Albigny, et domine, en rive droite, la vallée de l'Isère, ainsi que le vignoble de Saint-Jean-de-la-Porte. Elle est située au nord-est de la ville de Montmélian, dans la combe de Savoie.
Elle est installée face à la chaîne de Belledonne, dominant la combe de Savoie, sous la montagne de l'Arclusaz. Cette maison forte porte le nom des Allues qui est aussi celui du hameau Allues, dans l’étymologie savoyarde signifie zone franche (sans impôt), en contrepartie de quoi le seigneur des Allues devait fournir travail à tous ses sujets.

## Histoire
Au début du XVe siècle, un membre de la famille de Lescheraine s'installe à Saint-Pierre-d'Albigny. L'un de ses descendants, Édouard (Odouar) est seigneur des Allues et de la Compôte, membre de la noblesse il est également sénateur au Sénat de Savoie et conseiller, semble à l'origine de la maison forte en 1557. Cette famille originaire des Bauges est issue de la noblesse de robe, au service de l'État et propriétaire des Bauges, elle a été ruinée avant la révolution. L'orthographe « lescheraines » a évolué dans le temps. La seigneurie de Lescheraine s'orthographie d'abord sans le -s.
Les propriétaires successifs sont :
- En 1541 (avec réserves), Odouar de Lescheraine, sénateur au Sénat de Savoie, fils de Humbert de Lescheraine, seigneur des Allues[3] ;
- En 1557, Gaspard de Lescheraine, seigneur des Allues et de la Compôte, docteur en droit, avocat au Souverain Sénat de Savoie, héritier universel, qui épousa en premier contrat du 17 novembre 1551, damoiselle Claudine Marin, puis en deuxième contrat du 12 juin 1556 Françoise de Chabod[4].

Le marquis Pierre Louis de Lescheraine meurt au château en 1785.
Lors de la disparition de la marquise de Lescheraine, en 1862, le château passe à un beau-parent, membre de la famille Dunoyer (Favier du Noyer). L'un des descendants de cette famille est autorité à relèver le nom de Lescheraine. En 1864, Marguerite Dunoyer est mariée à César de la Barge du Certeau, le château change à nouveau de propriétaire.
L'industriel Audibert, Comte et Contesse de Certeau de la Barge en est propriétaire au XXe siècle. En 2004, les derniers propriétaires ont restauré la demeure.

## Description

### Aménagement successifs
La construction a été réalisée, historiquement, en trois tranches :
- 1re tranche : un bâtiment rectangulaire avec la tour ouest, construite sur fondations profondes, avec cave en voûtes hyperstatiques (1557). C'est une bâtisse flanquée de deux tours (transformés puis recouvertes au XIXe siècle), construite en murs de pierres de 1 m d'épaisseur, enduits au mortier bâtard traditionnel[5].
- 2e tranche : un ajout en L sur terre-plein d'ancien éboulis (en cours de datation), construction du corps de ferme défensif (présence de meurtrières), et d'une grange.

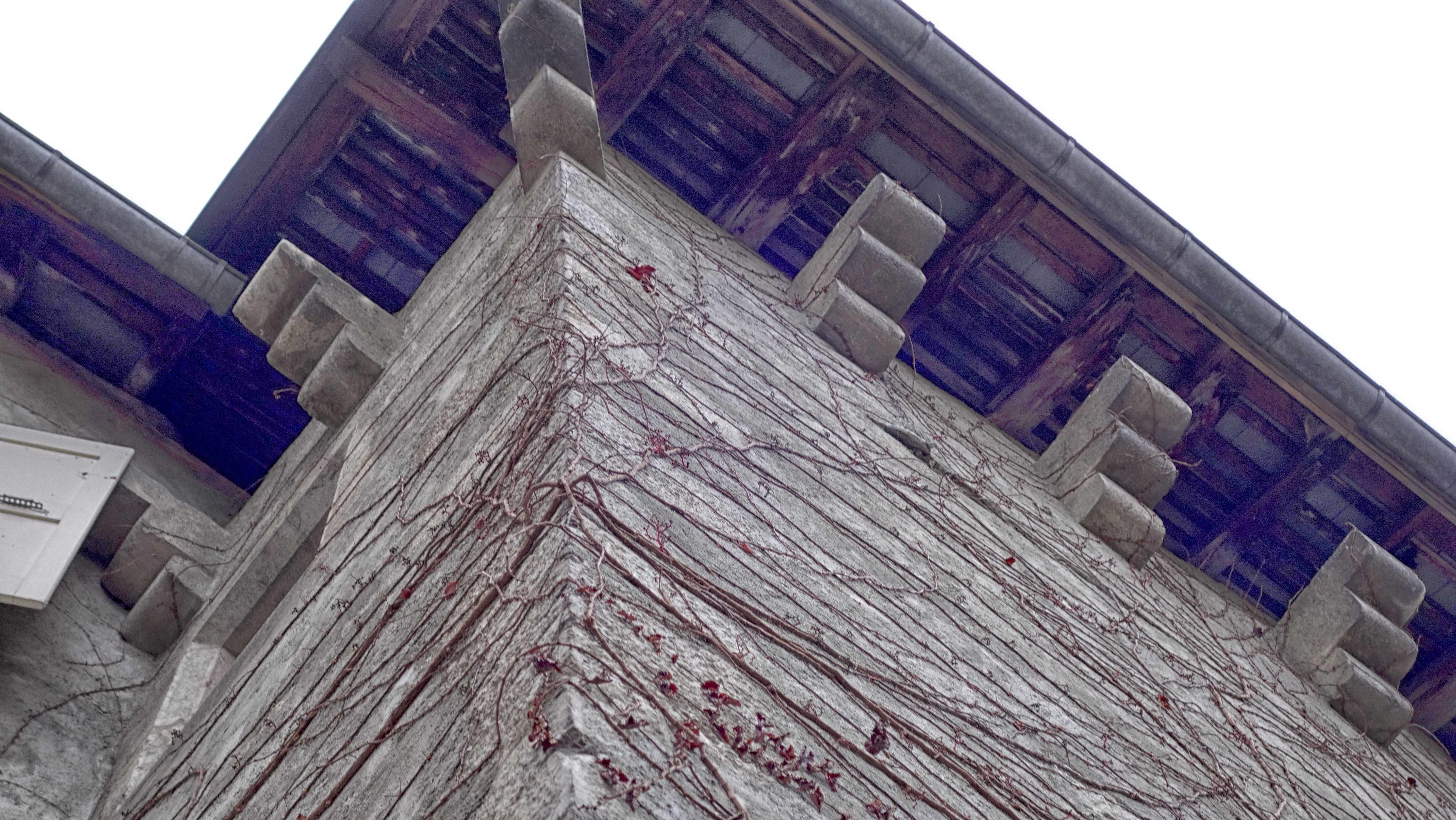
La tour ouest détail bas de pente

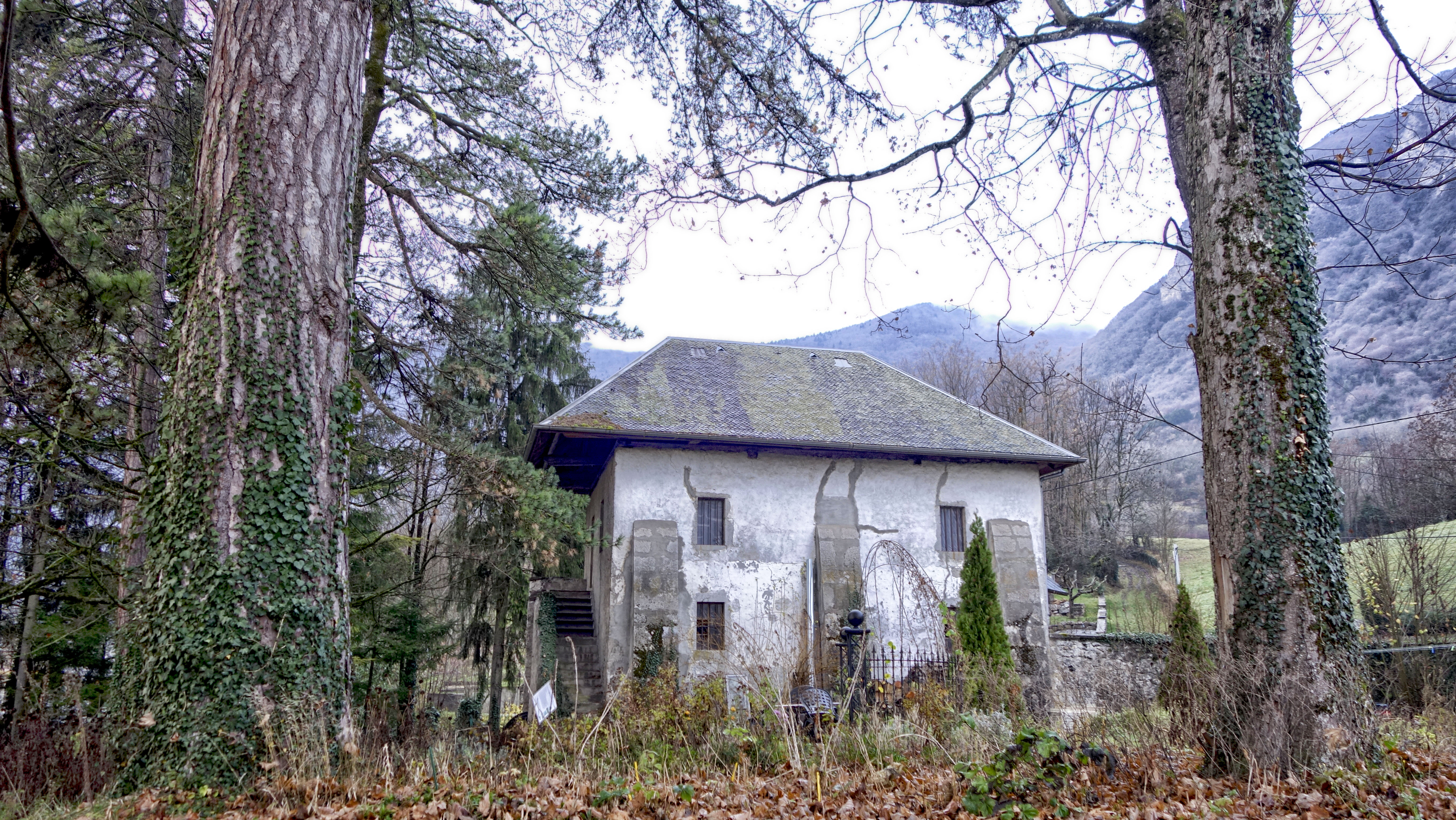
Le moulin du domaine du château des Allues, au bord du torrent

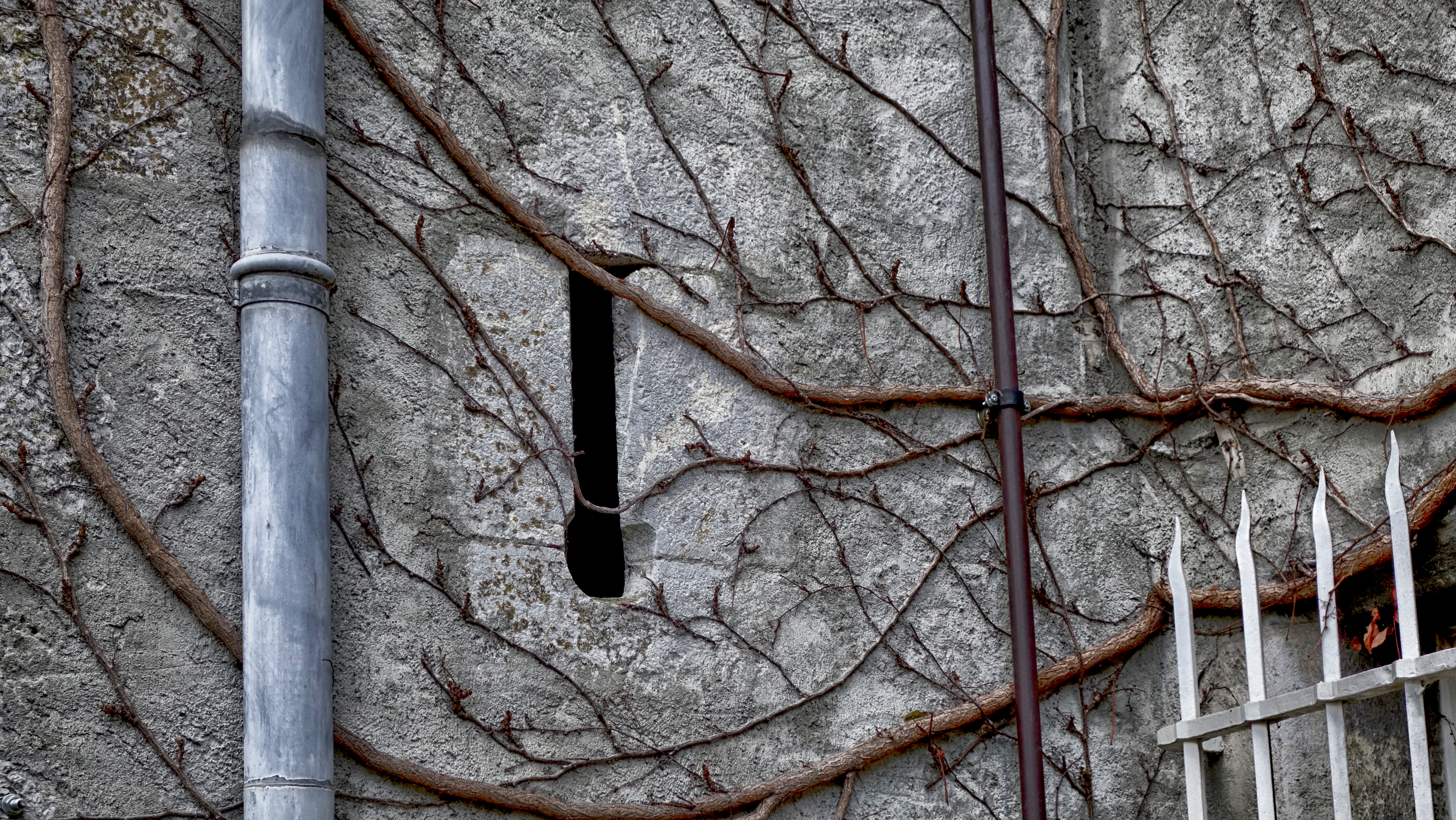
les meurtrières tour ouest du château des Allues

- 3e tranche : travaux de gros œuvre pour fermer le L de la structure du bâtiment initial, créant ainsi un bâtiment final, rectangulaire avec adjonction d'une tour est avec l'escalier de pierre monumental  au XVIIIe siècle. La présence de meurtrières et corbeaux de pierre sur l'ancienne tour ouest, toujours apparents, témoignent du passé défensif de cette demeure. Cette troisième tranche s'est achevée avec l'énorme toiture à deux pans et deux croupes (alors signe extérieur de richesse en Savoie), réalisée en madriers de chêne au XVIIIe, construction du moulin à eau (XVIIe), la chapelle Saint Joseph (sur le Domaine) , du lavoir attenant (XVIIIe), et déploiement de l'activité viticole sur l'ensemble du domaine.

La charpente reconstruite au XVIIe siècle en madriers de chêne massif sans aboutages ni clés ou traits de Jupiter, culmine à 12 m au-dessus de la sablière. Toutes les pièces, arbalétriers, faux entraits, blochets, aisseliers, contrefiches ont été retaillées à l'herminette dans des madriers de chêne massif de Savoie, sans enture ni trait d'assemblage. C'est un modèle d'école de charpente traditionnelle et de compagnonnage du XVIIIe siècle. Le bâtiment n'a, à ce jour, fait l'objet d'aucune autre transformation architecturale. Il a été complètement réhabilité par les derniers propriétaires

### Le parc
Le parc avec ses jardins et son potager en 88 carrés, abrite des sujets tels un hêtre pourpre de 1780 environ, un hêtre crispé, daté de 1825-1830. Le potager est développé à partir de méthodes de culture naturelles et durables, obtenant ainsi le 1er prix de la SNHF en 2011.
Propriété privée, c'est un lieu ouvert aux randonneurs du « circuit de l'eau » et une résidence d'écrivains, d'artistes, un lieu d'expositions et de land-art.
Les jardins et le potager sont accessibles librement au public.
Le parc et le potager dénombrent plus de 1 500 variétés de végétaux, selon l'inventaire 2017.